# Брохвич (герб)
Брохвич (пол. Brochwicz, Jeleń, Opole) — польский дворянский герб.

## Описание

### Описание по А. Б. Лакиер
В поле серебряном олень красный, вправо обращенный, с золотою на шее короною. Нашлемник из павлиньих перьев.
Эта эмблема в древности перенесена из Германии и в некоторых гербах подвергается следующим видоизменениям: олень бывает обращен вправо и без короны на шее, или изображается одна его передняя половина, выходящая в золотом поле из полумесяца, обращенного рогами к нижнему левому углу. Луна золотая, под нею золотая же звезда. На павлиньем нашлемнике видна золотая луна рогами вниз, под нею такая же звезда.

### Гербовник Царства Польского
БРОХВИЧ I — в серебряном поле олень, влево, с короною на шее. В навершье павлиний хвост (с таким гербом никто в Герольдии дворянства своего не доказывал).
БРОХВИЧ II (а) — в серебряном поле олень, вправо. В навершье шлема павлиний хвост.
Брохвич II (b) — в серебряном поле олень, вправо. В навершье шлема пять страусовых перьев.
Брохвич III — в золотом поле, пол-оленя золотого, вправо, на золотом полумесяце, обращенном рогами к нижнему левому углу щита. Под полумесяцем золотая шестиконечная звезда. В навершье шлема три павлиньих пера, на них золотой полумесяц рогами вниз, а под полумесяцем такая же звезда.

## Герб используют
Арендт (Арндт, Arendt, Arndt), Боянецкие (Bojanecki), [www.lyczkowski.net/ru/gerbovnik/belorusskoj-shljahty/tom-2.html Брычковские] (Bryczkowski), Дестархан (Destrahan), Доброцеские (Dobrocieski), Донимерские (Donimierski), Дубаневские (Dubaniewski), Гасицкие, Гочковские (Goczkowski), Госецкие, Гошевские (Goszczewski), Грабаня (Grabania), Грохольские (Grocholski), Елень (Jelen), Каламашек (Kalamaszek), Контские (Katski), Клеман (Kleman), Ключевские (Kluczewski), Корчичи (Korczycz), Коршуны (Korszun), Лонцкие (Lacki, Lecki), Лозка (Lozka), Мокржанские (Mokrzanski), Обелявские (Obielawski), Ольшовские (Olszowski), Ореские (Oreski), Палецкие (Palecki), Парасевичи (Parasiewicz), Пасевьевы (Passeview), Подканские (Podkanski), Поломские (Polomski), Потканские (Potkanski), Рогойские (Rogojski, Rogoiski, Roguyski), Сляские (Slaski), Слонские (Slonski), Собек (Sobek), Шаловские (Szalowski), Трелецкие (Trelecki), Трембецкие (Trembecki), Вальтер (Walter), Вонгликовские (Waglikowski), Веловейские (Wielowiejski), Виктор (Wiktor), Вильковские (Wilkowski), Витовские (Witowski), Вояковские (Wojakowski), Вораковские (Worakowski), Врониковские (Wronikowski), Вржошовские (Wrzosowski), Завроцкие (Zawrocki), Зеленские (Zielenski), Жарновские (Zarnowski).
Брохвич I изм.Рогойские (Rogojski).
Брохвич/Brochwicz II(IIв)Арндт (Arndt), Борновские (Bornowski), Броховицкие (Brochowicki), Брохвичи (Brochwicz), Брошковские (Broszkowski), Брышковские (Bryszkowski), Буяковские (Bujakowski), Бурграфские (Burgrafski), Доброцеские (Dobrocieski), Донимирские (Donimirski), Дубаневские (Dubaniewski), Фаленцкие (Falecki), Фольтынские (Foltynski), Гоцковские (Gockowski), Гойсовские (Гойшовские, Goisowski, Goiszowski), Гощевские (Goszczewski), Грабаня (Grabania), Грабановы (Grabanow), Густковские (Gustkowski), Каламашек (Kalamaszek), Контские (Katski), Клеман (Kleman), Корчицы (Korczyc), Мокржанские (Mokrzanski), Ореские (Oreski), Оржельские (Orzelski), Оссовские (Ossowski), Пальбицкие (Palbicki), Паленцкие (Palecki), Парасевичи (Parasiewicz), Поломские (Polomski), Потканские (Potkanski), Прушковские (Pruszkowski), Рогойские (Rogojski, Rogoyski), Слонские (Slonski), Собевольские (Sobiewolski), Старорыпинские (Starorypinski), Стоцкие (Stocki), Стошке (Stoschke), Шаловские (Szalowski), Шмаковские (Szmakowski), Шидловские (Szydlowski), Шиманецкие (Szymaniecki), Травницкие (Trawnicki), Трембецкие (Trembecki), Виктор (Wiktor), Витовские (Witowski), Вояковские (Wojakowski), Вораковские (Worakowski), Вранские (Wranski), Врониковские (Wronikowski), Вронские (Wronski), Закржевские (Zakrzewski), Жеромские (Zeromski), Зеленские (Zielenski), Зухта (Zuchta).
Брохвич II изм.Щуцкие (Szczucki).
Брохвич IIIБах (Bach), Бандемер (Bandemer), [www.lyczkowski.net/ru/gerbovnik/belorusskoj-shljahty/tom-3.html Вагнеры] (Wagner), Чапевские (Czapiewski), Говинские (Gowinski), Левинские (Lewinski), Параские (Paraski), Поблоцкие (Poblocki),  Роик ( Roik ), Сляские (Slaski), Зелевские (Zelewski).
Брохвич IVДестрахан (Destrahan), кн. Петрасанкта (Petrasancta).